# Kjell Mørk Karlsen

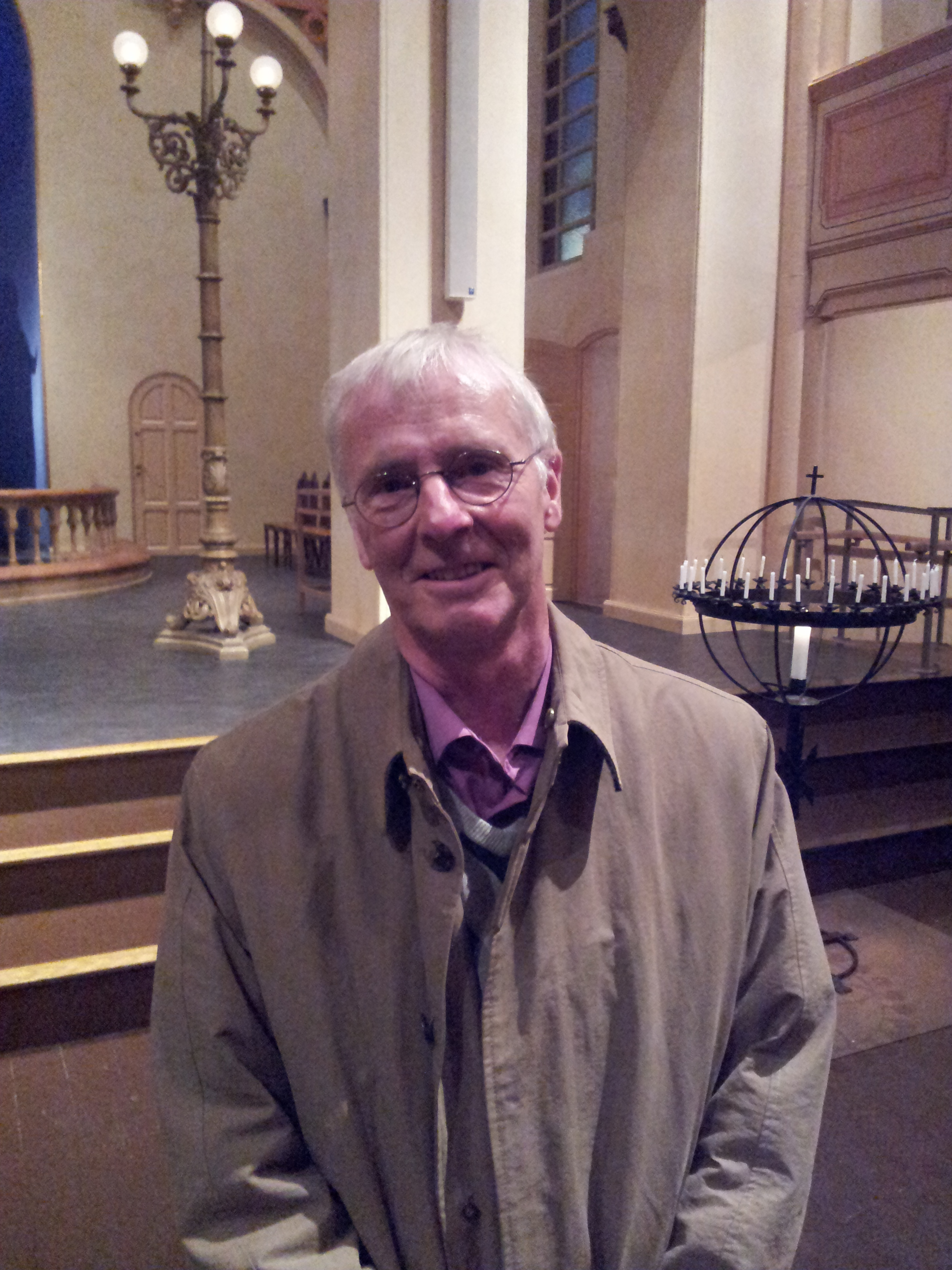
Kjell Mørk Karlsen, 2011

Kjell Mørk Karlsen (* 31. März 1947 in Oslo) ist ein norwegischer Komponist und Kirchenmusiker. Er schrieb unter anderem Kammermusik, Konzerte und Kirchenmusik.